# Saison 2 de Mike and Molly
Chronologie
Saison 1 Saison 3
Cet article présente les vingt-trois épisodes de la deuxième saison de la série télévisée américaine Mike and Molly.

## Généralités
La saison a été diffusée simultanément entre le 26 septembre 2011 et le 14 mai 2012 aux États-Unis sur le réseau CBS et au Canada sur CTV Two ou le réseau CTV.

## Synopsis
La série se déroule dans la ville de Chicago, et suit les aventures de Mike Biggs, fonctionnaire de police qui tente de perdre du poids, et Molly Flynn, institutrice aux formes généreuses qui tente de faire la paix avec son corps, qui se sont rencontrés lors d'une réunion des Outremangeurs Anonymes.

## Distribution

### Acteurs principaux
- Billy Gardell : Officier Michael « Mike » Biggs
- Melissa McCarthy : Molly Flynn
- Reno Wilson (en) : Officier Carlton « Carl » McMillan
- Katy Mixon : Victoria Flynn
- Nyambi Nyambi (en) : Samuel
- Rondi Reed (en) : Margaret « Peggy » Biggs
- Cleo King : Rosetta « Nana », la grand-mère de Carl
- Louis Mustillo (en) : Vincent « Vince » Moranto
- Swoosie Kurtz : Joyce Flynn

## Liste des épisodes

### Épisode 1: titre français inconnu (Goin' Fishin')
- États-Unis /  Canada : 26 septembre 2011 sur CBS[2] / CTV Two[3]

- États-Unis : 13,86 millions de téléspectateurs[4] (première diffusion)
- Canada : 1,334 million de téléspectateurs[5]

### Épisode 2: titre français inconnu (Dennis's Birthday)
- États-Unis /  Canada : 3 octobre 2011 sur CBS / CTV Two

- États-Unis : 13,24 millions de téléspectateurs[6] (première diffusion)

### Épisode 3: titre français inconnu (Mike in the House)
- États-Unis /  Canada : 10 octobre 2011 sur CBS / CTV Two

- États-Unis : 11,65 millions de téléspectateurs[7] (première diffusion)

### Épisode 4: titre français inconnu (57 Chevy Bel Air)
- États-Unis /  Canada : 17 octobre 2011 sur CBS / CTV Two

- États-Unis : 11,51 millions de téléspectateurs[8] (première diffusion)
- Canada : 1,188 million de téléspectateurs[9]

### Épisode 5: titre français inconnu (Victoria Runs Away)
- États-Unis /  Canada : 24 octobre 2011 sur CBS / CTV Two

- États-Unis : 12,16 millions de téléspectateurs[10] (première diffusion)
- Canada : 1,271 million de téléspectateurs[11]

### Épisode 6: titre français inconnu (Happy Halloween)
- États-Unis /  Canada : 31 octobre 2011 sur CBS / CTV Two

- États-Unis : 11,45 millions de téléspectateurs[12] (première diffusion)

### Épisode 7: titre français inconnu (Carl Meets A Lady')
- États-Unis /  Canada : 7 novembre 2011 sur CBS / CTV Two

- États-Unis : 10,75 millions de téléspectateurs[13] (première diffusion)

### Épisode 8: titre français inconnu (Peggy Gets a Job)
- États-Unis /  Canada : 14 novembre 2011 sur CBS / CTV Two

- États-Unis : 12,18 millions de téléspectateurs[14] (première diffusion)

### Épisode 9: titre français inconnu (Mike Cheats)
- États-Unis /  Canada : 21 novembre 2011 sur CBS / CTV

- États-Unis : 13,05 millions de téléspectateurs[15] (première diffusion)
- Canada : 1,812 million de téléspectateurs[16]

### Épisode 10: titre français inconnu (Molly Needs A Number)
- États-Unis /  Canada : 5 décembre 2011 sur CBS / CTV

- États-Unis : 12,66 millions de téléspectateurs[17] (première diffusion)
- Canada : 1,799 million de téléspectateurs[18]

### Épisode 11: titre français inconnu (Christmas Break)
- États-Unis /  Canada : 12 décembre 2011 sur CBS / CTV

- États-Unis : 13,83 millions de téléspectateurs[19] (première diffusion)
- Canada : 1,768 million de téléspectateurs[20]

### Épisode 12: titre français inconnu (Carl Has Issues)
- États-Unis /  Canada : 2 janvier 2012 sur CBS / CTV

- États-Unis : 11,92 millions de téléspectateurs[21] (première diffusion)
- Canada : 1,806 million de téléspectateurs[22]

### Épisode 13: titre français inconnu (Victoria Can't Drive)
- États-Unis /  Canada : 16 janvier 2012 sur CBS / CTV

- États-Unis : 11,17 millions de téléspectateurs[23] (première diffusion)
- Canada : 1,534 million de téléspectateurs[24]

### Épisode 14: titre français inconnu (Joyce's Choices)
- États-Unis /  Canada : 6 février 2012 sur CBS / CTV Two

- États-Unis : 10,95 millions de téléspectateurs[25] (première diffusion)

### Épisode 15: titre français inconnu (Valentine's Piggyback)
- États-Unis /  Canada : 13 février 2012 sur CBS / CTV Two

- États-Unis : 10,91 millions de téléspectateurs[26] (première diffusion)
- Canada : 1,097 million de téléspectateurs[27]

### Épisode 16: titre français inconnu (Surprise)
- États-Unis /  Canada : 20 février 2012 sur CBS / CTV Two

- États-Unis : 11,33 millions de téléspectateurs[28] (première diffusion)
- Canada : 1,228 million de téléspectateurs[29]

### Épisode 17: titre français inconnu (Mike Likes Lasagna)
- États-Unis /  Canada : 27 février 2012 sur CBS / CTV Two

- États-Unis : 10,12 millions de téléspectateurs[30] (première diffusion)

### Épisode 18: titre français inconnu (Peggy Goes To Branson)
- États-Unis /  Canada : 19 mars 2012 sur CBS / CTV

- États-Unis : 9,71 millions de téléspectateurs[31] (première diffusion)

### Épisode 19: titre français inconnu (Molly Can't Lie)
- États-Unis : 9 avril 2012 sur CBS
- Canada : non-diffusé

- États-Unis : 9,58 millions de téléspectateurs[32] (première diffusion)

### Épisode 20: titre français inconnu (The Dress)
- États-Unis : 16 avril 2012 sur CBS
- Canada : non-diffusé

- États-Unis : 9,54 millions de téléspectateurs[33] (première diffusion)

### Épisode 21: titre français inconnu (Bachelor/Bachelorette)
- États-Unis : 30 avril 2012 sur CBS
- Canada : non-diffusé

- États-Unis : 10,16 millions de téléspectateurs[34] (première diffusion)

### Épisode 22: titre français inconnu (The Rehearsal)
- États-Unis : 7 mai 2012 sur CBS
- Canada : non-diffusé

- États-Unis : 10,14 millions de téléspectateurs[35] (première diffusion)

### Épisode 23: titre français inconnu (The Wedding)
- États-Unis /  Canada : 14 mai 2012 sur CBS[36] / CTV

- États-Unis : 11,79 millions de téléspectateurs[37] (première diffusion)
- Canada : 1,361 million de téléspectateurs[38]